# Miguel Ángel Calero
Miguel Ángel Calero (Ginebra, 14 april 1971 – Mexico-Stad, 4 december 2012) was een Colombiaans profvoetballer die speelde als doelman. Hij stond sinds 2000 onder contract bij de Mexicaanse topclub CF Pachuca. Hij had ook de Mexicaanse nationaliteit. Calero overleed als gevolg van een bloedprop in zijn hersenen op 41-jarige leeftijd.

## Clubcarrière
Calero speelde acht seizoenen in zijn geboorteland Colombia bij Deportivo Cali en Atlético Nacional, voordat hij in 2000 naar Mexico vertrok en zich aansloot bij CF Pachuca.

## Interlandcarrière
Calero kwam in totaal 51 keer uit voor de nationale ploeg van Colombia in de periode 1995–2009. Hij maakte zijn debuut op 17 juni 1995 in een vriendschappelijke wedstrijd tegen Nigeria, die met 1–0 werd gewonnen dankzij een doelpunt van Gabriel Gómez.
Eerder maakte Calero deel uit van de selectie die deelnam aan de Copa América 1991 en de Olympische Spelen in Barcelona (1992). Daarnaast nam hij deel aan het WK voetbal 1998 en won hij met Colombia de Copa América 2001 in eigen land.
| Interlands van Miguel Ángel Calero voor Colombia | Interlands van Miguel Ángel Calero voor Colombia | Interlands van Miguel Ángel Calero voor Colombia | Interlands van Miguel Ángel Calero voor Colombia | Interlands van Miguel Ángel Calero voor Colombia | Interlands van Miguel Ángel Calero voor Colombia |
| №                                                | Datum                                            | Wedstrijd                                        | Uitslag                                          | Competitie                                       |                                                  |
| ------------------------------------------------ | ------------------------------------------------ | ------------------------------------------------ | ------------------------------------------------ | ------------------------------------------------ | ------------------------------------------------ |
| 1                                                | 17 Jun 1995                                      | Colombia – Nigeria                               | 1–0                                              | US Cup                                           |                                                  |
| 2                                                | 11 Oct 1995                                      | Argentinië – Colombia                            | 0–0                                              | Oefeninterland                                   |                                                  |
| 3                                                | 20 Dec 1995                                      | Brazilië – Colombia                              | 3–1                                              | Oefeninterland                                   |                                                  |
| 4                                                | 01 Nov 1996                                      | Honduras – Colombia                              | 1–2                                              | Oefeninterland                                   |                                                  |
| 5                                                | 08 Feb 1997                                      | Colombia – Slowakije                             | 1–0                                              | Oefeninterland                                   |                                                  |
| 6                                                | 16 Jun 1997                                      | Colombia – Costa Rica                            | 4–1                                              | Copa América                                     |                                                  |
| 7                                                | 19 Jun 1997                                      | Brazilië – Colombia                              | 2–0                                              | Copa América                                     |                                                  |
| 8                                                | 06 Aug 1997                                      | Jamaica – Colombia                               | 1–0                                              | Oefeninterland                                   |                                                  |
| 9                                                | 24 Aug 1997                                      | Peru – Colombia                                  | 2–1                                              | Oefeninterland                                   |                                                  |
| 10                                               | 10 Sep 1997                                      | Colombia – Venezuela                             | 1–0                                              | WK-kwalificatie                                  |                                                  |
| 11                                               | 29 Mar 1998                                      | Colombia – Paraguay                              | 1–1                                              | Oefeninterland                                   |                                                  |
| 12                                               | 22 Apr 1998                                      | Chili – Colombia                                 | 2–2                                              | Oefeninterland                                   |                                                  |
| 13                                               | 23 May 1998                                      | Schotland – Colombia                             | 2–2                                              | Oefeninterland                                   |                                                  |
| 14                                               | 15 Apr 1999                                      | Venezuela – Colombia                             | 1–1                                              | Oefeninterland                                   |                                                  |
| 15                                               | 22 Apr 1999                                      | Paraguay – Colombia                              | 0–2                                              | Oefeninterland                                   |                                                  |
| 16                                               | 24 Jun 1999                                      | Paraguay – Colombia                              | 2–1                                              | Oefeninterland                                   |                                                  |
| 17                                               | 01 Jul 1999                                      | Uruguay – Colombia                               | 0–1                                              | Copa América                                     |                                                  |
| 18                                               | 04 Jul 1999                                      | Argentinië – Colombia                            | 0–3                                              | Copa América                                     |                                                  |
| 19                                               | 11 Jul 1999                                      | Colombia – Chili                                 | 2–3                                              | Copa América                                     |                                                  |
| 20                                               | 08 Sep 1999                                      | Trinidad en T. – Colombia                        | 4–3                                              | Oefeninterland                                   |                                                  |
| 21                                               | 20 Oct 1999                                      | Mexico – Colombia                                | 0–0                                              | Oefeninterland                                   |                                                  |
| 22                                               | 12 Feb 2000                                      | Colombia – Jamaica                               | 1–0                                              | CONCACAF Gold Cup                                |                                                  |
| 23                                               | 16 Feb 2000                                      | Honduras – Colombia                              | 2–0                                              | CONCACAF Gold Cup                                |                                                  |
| 24                                               | 19 Feb 2000                                      | Verenigde Staten – Colombia                      | 2–1                                              | CONCACAF Gold Cup                                |                                                  |
| 25                                               | 15 Nov 2000                                      | Brazilië – Colombia                              | 1–0                                              | WK-kwalificatie                                  |                                                  |
| 26                                               | 18 Nov 2000                                      | Trinidad en T. – Colombia                        | 4–3                                              | Oefeninterland                                   |                                                  |
| 27                                               | 24 Apr 2001                                      | Venezuela – Colombia                             | 2–2                                              | WK-kwalificatie                                  |                                                  |
| 28                                               | 17 Jul 2001                                      | Colombia – Chili                                 | 2–0                                              | Copa América                                     |                                                  |
| 29                                               | 20 Nov 2002                                      | Honduras – Colombia                              | 1–0                                              | Oefeninterland                                   |                                                  |
| 30                                               | 31 Mar 2004                                      | Peru – Colombia                                  | 0–2                                              | WK-kwalificatie                                  |                                                  |
| 31                                               | 02 Jun 2004                                      | Ecuador – Colombia                               | 2–1                                              | WK-kwalificatie                                  |                                                  |
| 32                                               | 06 Jun 2004                                      | Colombia – Uruguay                               | 5–0                                              | WK-kwalificatie                                  |                                                  |
| 33                                               | 27 Jun 2004                                      | Argentinië – Colombia                            | 0–2                                              | Oefeninterland                                   |                                                  |
| 34                                               | 05 Sep 2004                                      | Chili – Colombia                                 | 0–0                                              | WK-kwalificatie                                  |                                                  |
| 35                                               | 09 Oct 2004                                      | Colombia – Paraguay                              | 1–1                                              | WK-kwalificatie                                  |                                                  |
| 36                                               | 13 Oct 2004                                      | Brazilië – Colombia                              | 0–0                                              | WK-kwalificatie                                  |                                                  |
| 37                                               | 17 Nov 2004                                      | Colombia – Bolivia                               | 1–0                                              | WK-kwalificatie                                  |                                                  |
| 38                                               | 26 Mar 2005                                      | Venezuela – Colombia                             | 0–0                                              | WK-kwalificatie                                  |                                                  |
| 39                                               | 30 Mar 2005                                      | Argentinië – Colombia                            | 1–0                                              | WK-kwalificatie                                  |                                                  |
| 40                                               | 04 Sep 2005                                      | Uruguay – Colombia                               | 3–2                                              | WK-kwalificatie                                  |                                                  |
| 41                                               | 08 Oct 2005                                      | Colombia – Chili                                 | 1–1                                              | WK-kwalificatie                                  |                                                  |
| 42                                               | 12 Oct 2005                                      | Paraguay – Colombia                              | 0–1                                              | WK-kwalificatie                                  |                                                  |
| 43                                               | 07 Feb 2007                                      | Colombia – Uruguay                               | 1–3                                              | Oefeninterland                                   |                                                  |
| 44                                               | 25 Mar 2007                                      | Colombia – Zwitserland                           | 3–1                                              | Oefeninterland                                   |                                                  |
| 45                                               | 28 Mar 2007                                      | Colombia – Paraguay                              | 2–0                                              | Oefeninterland                                   |                                                  |
| 46                                               | 23 Jun 2007                                      | Colombia – Ecuador                               | 3–1                                              | Oefeninterland                                   |                                                  |
| 47                                               | 28 Jun 2007                                      | Paraguay – Colombia                              | 5–0                                              | Copa América                                     |                                                  |
| 48                                               | 02 Jul 2007                                      | Argentinië – Colombia                            | 4–2                                              | Copa América                                     |                                                  |
| 49                                               | 11 Feb 2009                                      | Colombia – Haïti                                 | 2–0                                              | Oefeninterland                                   |                                                  |

## Erelijst
Deportivo Cali
- Colombiaans landskampioen

1996
 Atlético Nacional
- Colombiaans landskampioen

1999
 CF Pachuca
- Landskampioen

Invierno 2001, Apertura 2003, Clausura 2006
- CONCACAF Champions League

2002, 2007, 2010
- Copa Sudamericana

2006